# Stendy Appeltoft
Stendy Ervin Appeltoft, född 27 november 1920 i Helsingborg, död 28 november 1992 i Helsingborg, var en svensk fotbollsspelare (försvarare).
Appeltoft representerade Hälsingborgs IF mellan 1945 och 1956, och gjorde sammanlagt 178 allsvenska matcher (1 mål) för klubben. Han spelade 1955 en A-landskamp (inga mål) för Sverige, och gjorde samma år även en B-landskamp.